# ديفيد إف. بون
ديفيد إف. بون (بالإنجليزية: David F. Boone) هو مؤرخ أمريكي، ولد في 18 يوليو 1952.